# Емират Бејхан
Емират Бејхан (арап. إمارة بيحان‎) био је феудална држава на југу Арабијског полуострва, а од 19. века и као вазална држава под контролом Британског царства као део Протектората Аден. Данас је териториј овог бившег емирата део јеменске мухафазе Шабве.
Престоница овог емирата био је град Сук Абдула, данас се зове Бејхан (или Бајхан ал Кисаб).

## Историја
Владарски племенски клан, фамилија Хашими, постали су владари Бејхана у другој половини 17. века. Пред крај 19. века, Бејхан је пао под британски утицај и постао део Протектората Аден. Потом је Емират Бејхан 1959. био један од оснивача нове британске колонијалне творевине Федерације Арапских Емирата Југа. Након тога Бејхан је био један од првих 15 чланова оснивача Федерације Јужне Арабије 1962. године.
Посљедњи емир ове феудалне државе био је Шариф Салих ибн ел Хусеин ел Абили, он је развлашћен 1967. кад је укинут Емират Бејхан, те основана држава Јужни Јемен, која се ујединила са Сјеверним Јеменом 22. маја 1990. у данашњу државу Републику Јемен.